# Natick
Natick ist eine Stadt (Town) im Middlesex County im Osten des US-Bundesstaates Massachusetts. Die Siedlung wurde 1651 als durch den Missionar John Eliot als „Gebetsstadt“ angelegt und entwickelte sich von einer landwirtschaftlich geprägten Gemeinde zunächst zu einem Zentrum der Schuhindustrie in den Vereinigten Staaten und dient heute vor allem als Trabantenstadt in der Metropolregion Greater Boston. Bei der letzten Volkszählung im Jahr 2020 hatte Natick 37.006 Einwohner.

## Lage
Natick liegt in der Metropolregion Greater Boston, rund 24 Kilometer westlich von Boston und 38 Kilometer östlich von Worcester. Das Stadtgebiet grenzt im Norden an Wayland, im Nordosten an Weston, im Osten an Wellesley, im Südosten an Dover, im Süden an Sherborn und im Westen an Framingham. Zu Natick gehören neben der Innenstadt die Stadtteile South Natick, East Natick und West Natick sowie die Siedlungen Felchville, Little South, Oak Street, Sherwood, Walnut Hill und Wethersfield.
Nach Angaben des United States Census Bureau hat Natick eine Fläche von 41,6 Quadratkilometern, davon sind 39,1 Quadratkilometer Land- und 2,5 Quadratkilometer Wasserfläche. Im Stadtgebiet liegen die Teiche Dug Pond und Fisk Pond sowie der südliche Teil des Lake Cochituate im Cochituate State Park. In der Nähe von South Natick wird das Stadtgebiet vom Charles River durchflossen.

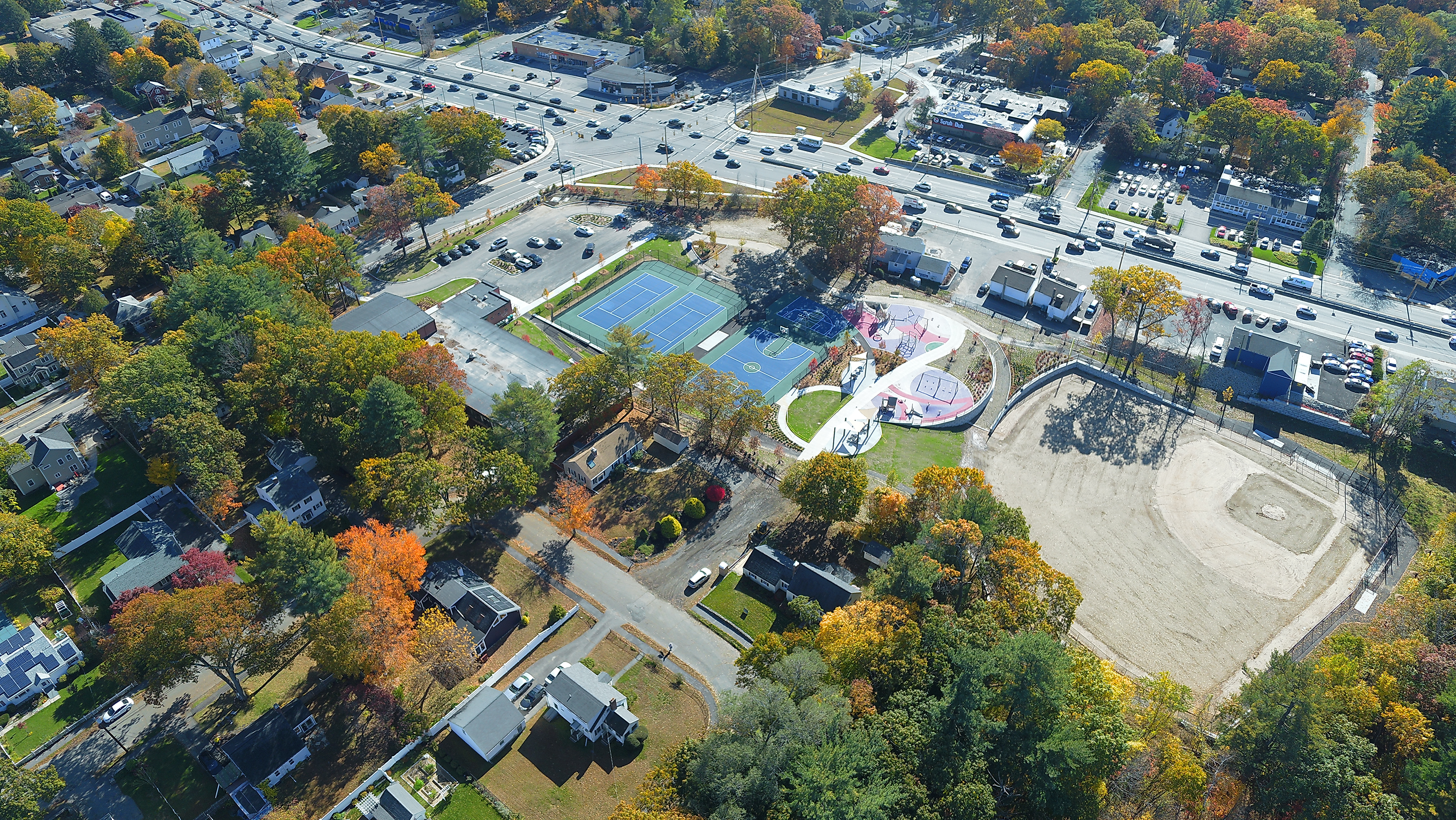
East Natick
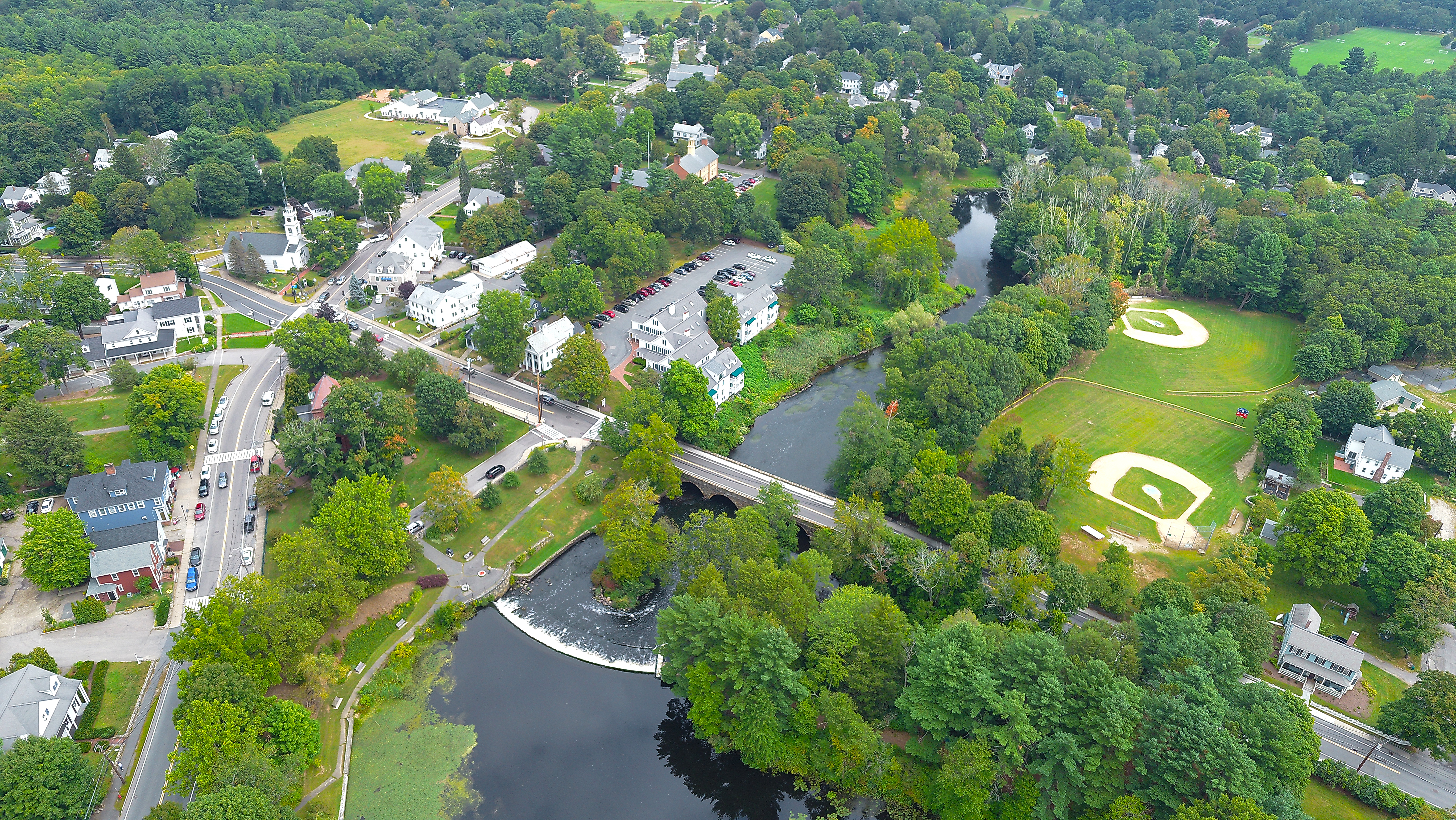
South Natick
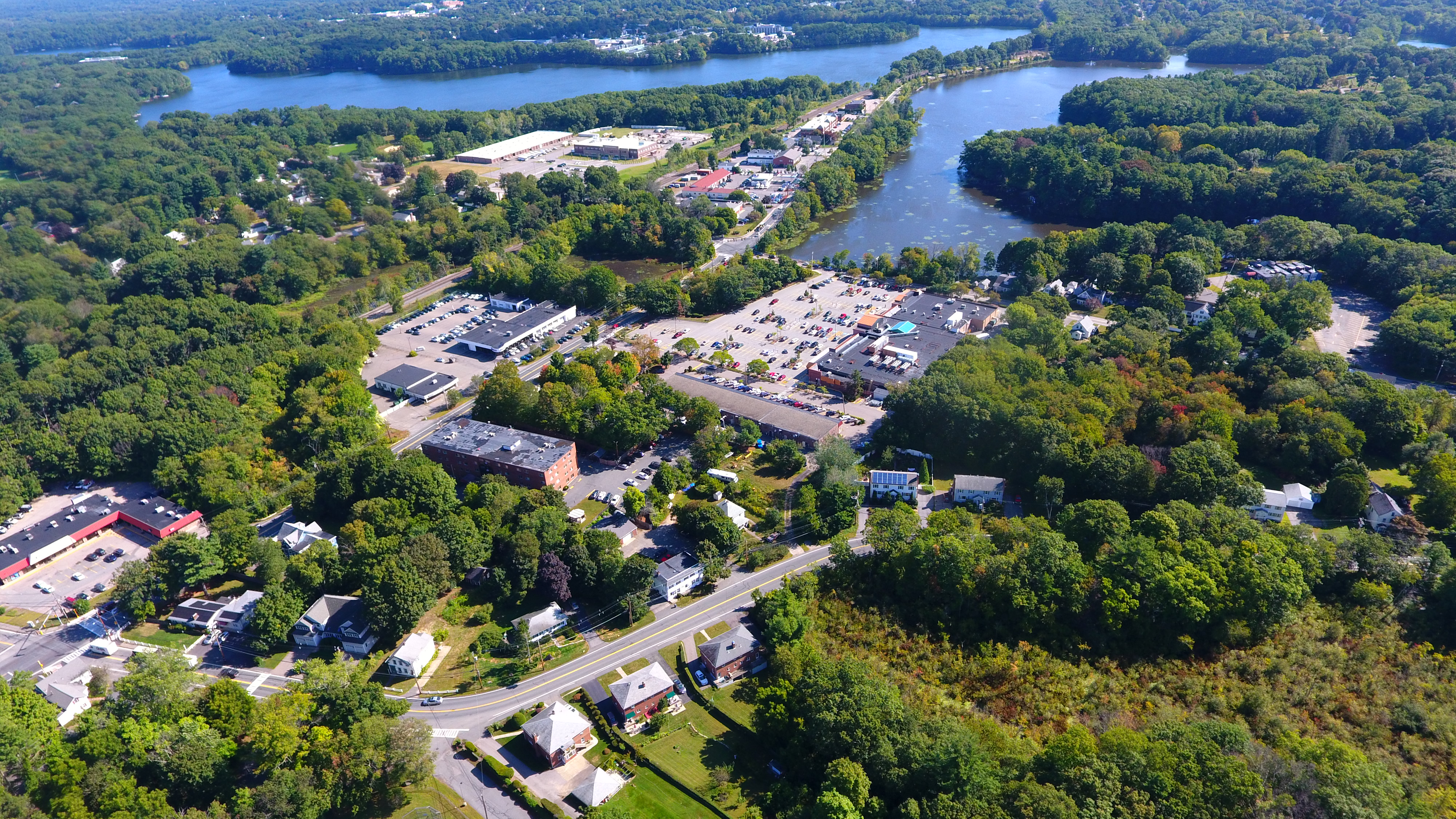
West Natick
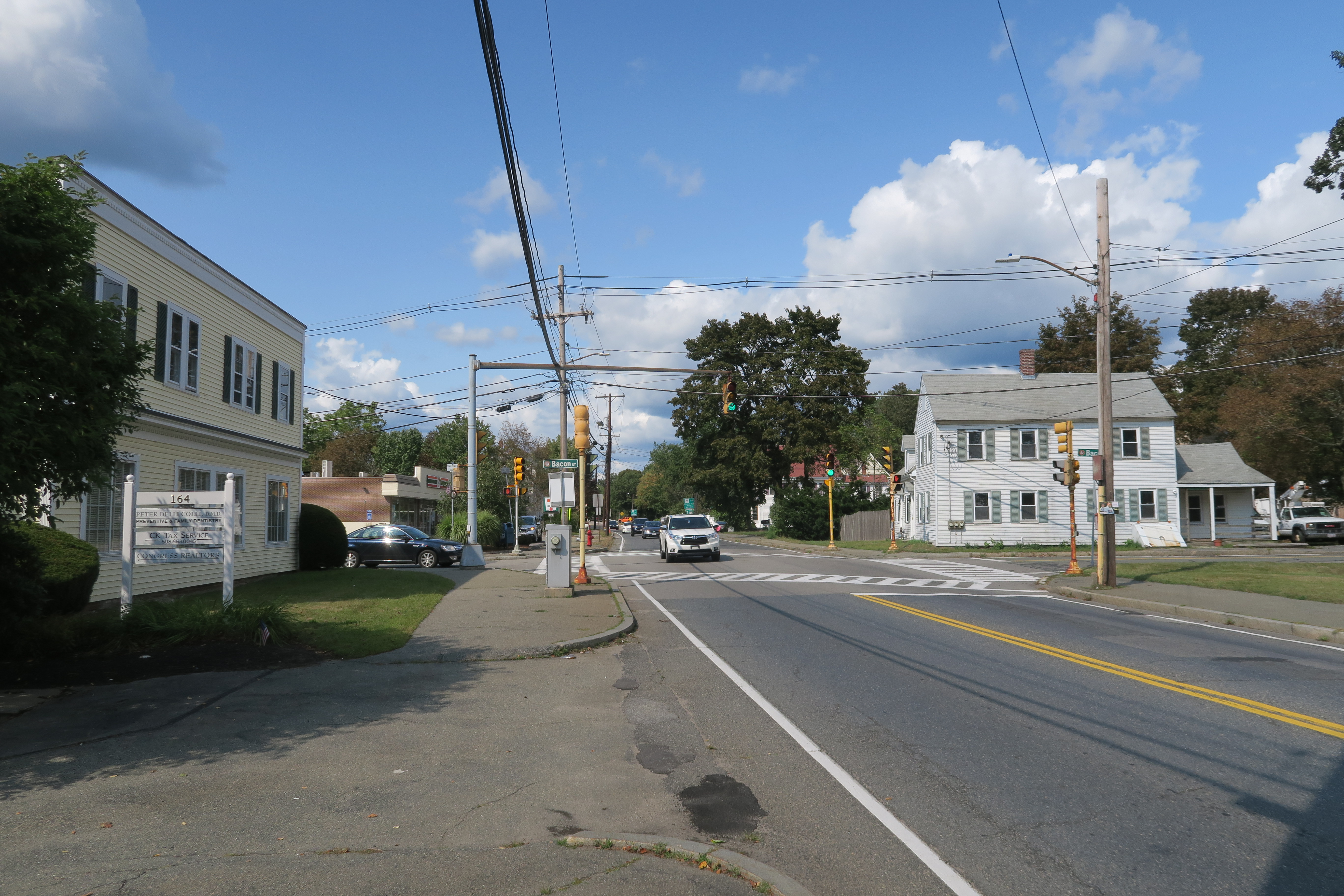
Felchville
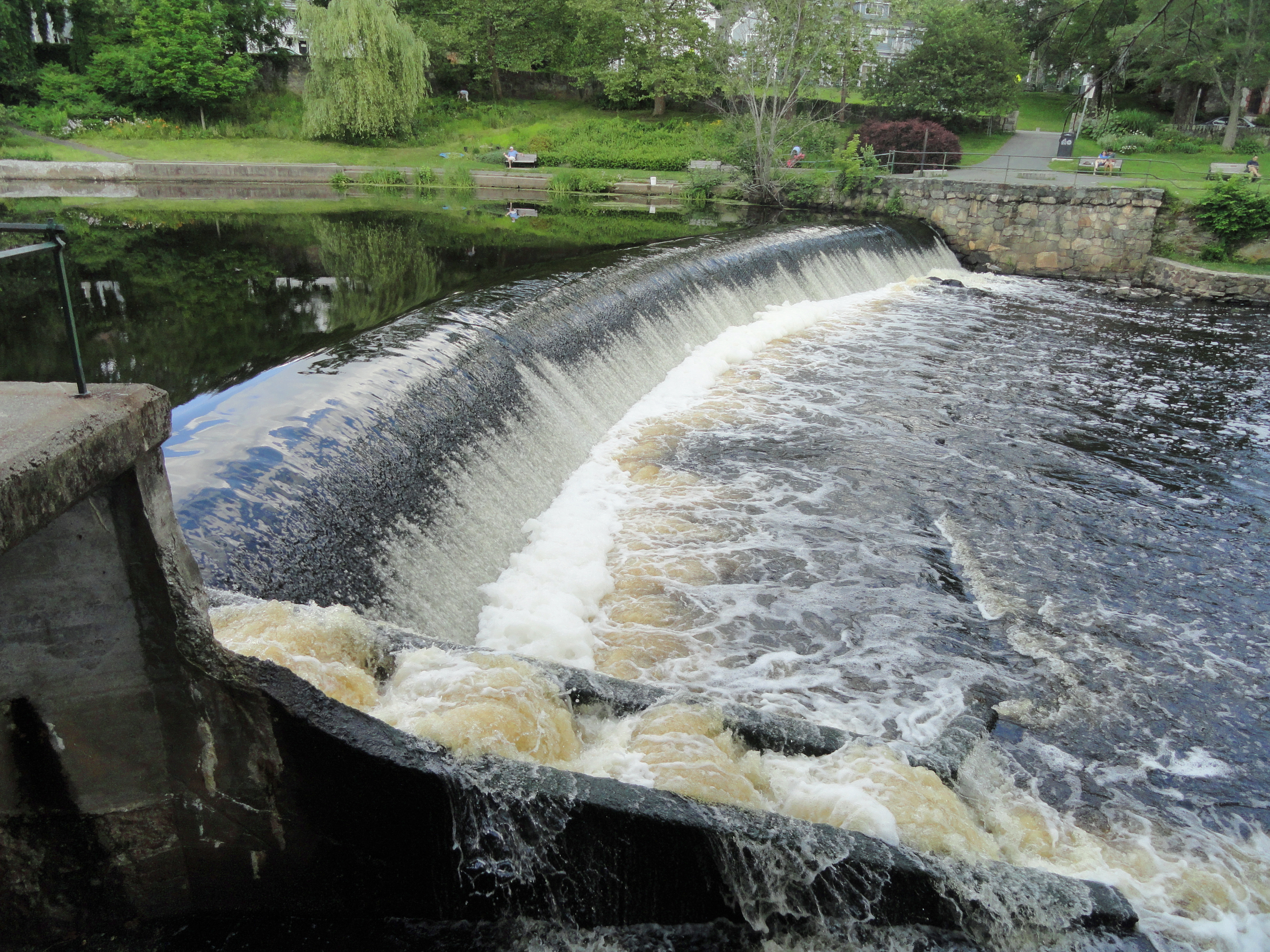
Charles River in Natick

## Geschichte

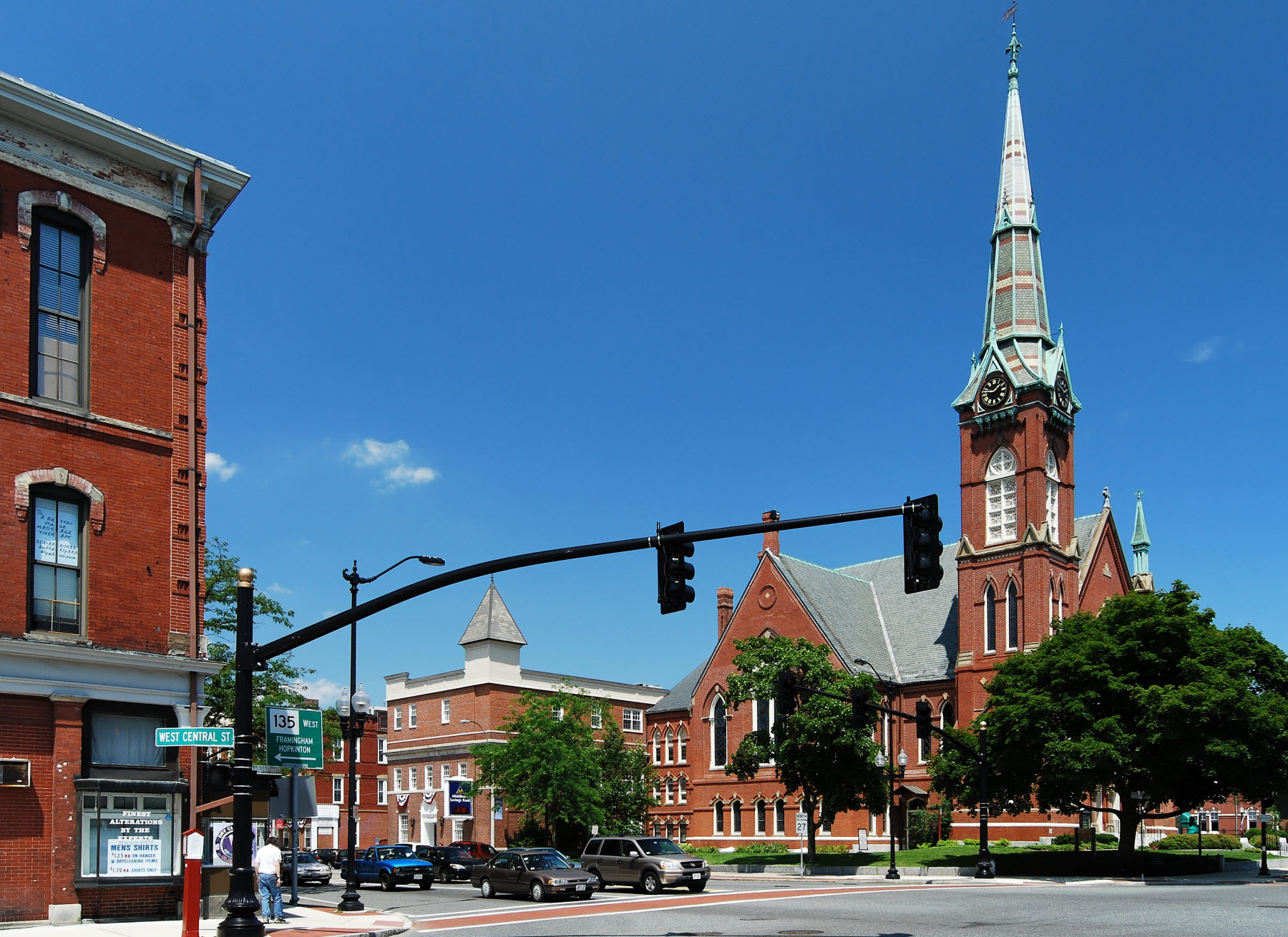
Downtown Natick (2009)

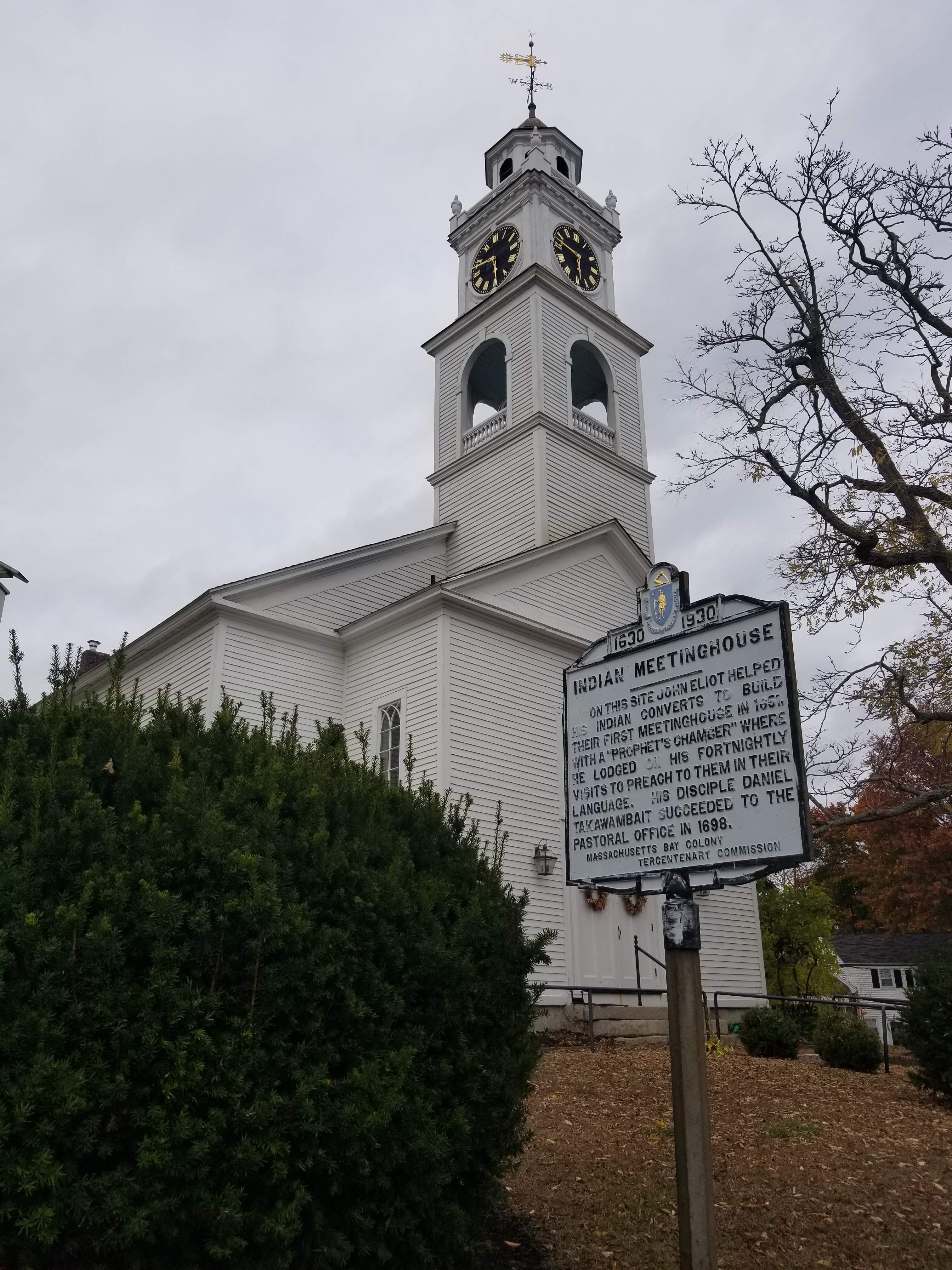
Die unter Leitung von John Eliot erbaute Kirche in South Natick (2020)

Das Gebiet um die heutige Stadt Natick wurde vor der Ankunft europäischer Einwanderer von den Massachusett und Algonkin bewohnt. Der Name der Stadt stammt aus der Sprache der Ureinwohner und bedeutet in etwa „Ort am Hügel“. Der erste europäische Siedler war der puritanistische Missionar John Eliot, der im Jahr 1651 vom Long Parliament mit der Gründung sogenannter „Gebetsstädte“ entlang des Charles River in der Massachusetts Bay Colony beauftragt wurde. Diese Gebetsstädte wurden von christlich bekehrten amerikanischen Ureinwohnern bewohnt und geleitet. Das historische Zentrum des ursprünglichen Natick liegt heute im Südosten des Stadtgebiets im Kern des Stadtteils South Natick. Im Jahr 1661 wurde in Natick die erste Bibel in der Sprache der Massachusett gedruckt. Während des King Philip’s War wurden die Bewohner von Natick im Oktober 1675 auf die Insel Deer Island vertrieben, viele der ehemaligen Bewohner starben währenddessen. Die Siedlung Natick wurde während dieses Krieges zerstört.
Bis 1725 verkauften fast alle Ureinwohner ihr Land aufgrund von Schulden an europäische Siedler. In der folgenden Zeit wandelte sich die Einwohnerstruktur von überwiegend Bewohnern aus dem Ethnie der Algonkin zu europäisch- und englischstämmigen Einwohnern. Am 19. Februar 1781 wurde Natick offiziell als Stadt inkorporiert. Am 6. Juli 1846 wurde Natick an die Bahnstrecke der Boston and Albany Railroad angeschlossen, in der folgenden Zeit entwickelte sich die Stadt von einer überwiegend landwirtschaftlich geprägten Stadt zu einem Industrievorort. Mitte des 19. Jahrhunderts gab es in Natick mehrere Schuhfabriken, unter anderem war der spätere Vizepräsident der Vereinigten Staaten Henry Wilson als Schuhfabrikant in Natick ansässig. Im Jahr 1858 eröffnete mit der Harwood Baseball Factory die erste Baseballfabrik in den Vereinigten Staaten.

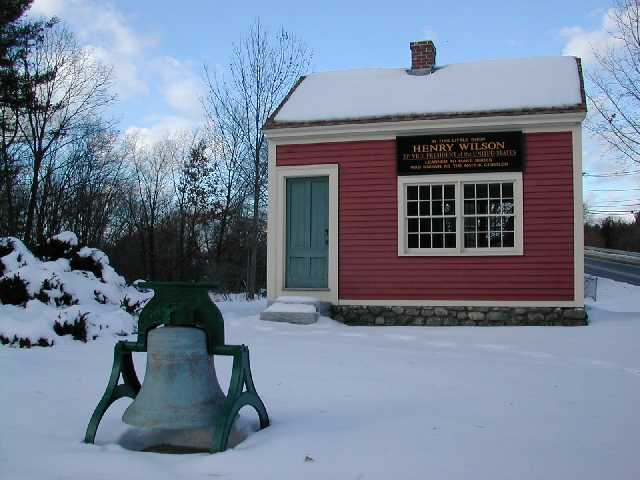
Henry Wilson Shoe Shop, im NRHP gelistetes Baudenkmal (2003)

Am 13. Januar 1874 wurden 37 Gebäude in der Innenstadt von Natick durch einen Brand zerstört, darunter auch die First Congregational Church. Bereits zwei Jahre zuvor gab es einen Brand im südlichen Teil der Stadt. Nach dem Brand im Januar 1874 erfolgte der Wiederaufbau des Stadtzentrums in seiner heutigen Form. Während der Hochzeit in den 1880er Jahren war Natick mit 23 Schuhfabriken der drittgrößte Schuhproduzent der Vereinigten Staaten, ein großer Teil der Bevölkerung war von diesem Wirtschaftszweig abhängig. Bis zur Great Depression sank die Zahl der Betriebe bereits um die Hälfte, die letzte Schuhfabrik wurde 1971 geschlossen. Nach dem Ende des Zweiten Weltkrieges erlebte Natick als Vorort von Boston einen Bevölkerungsboom, zwischen 1940 und 1960 konnte die Stadt ihre Einwohnerzahl mehr als verdoppeln. 1956 wurde das Natick Fair Housing Practices Committee gegründet, das sich gegen die Diskriminierung insbesondere von Afroamerikanern beim Kauf und Bau von Häusern in dem Vorort einsetzte.

## Demografie
Bei der Volkszählung United States Census 2010 hatte Natick 32.786 Einwohner in 13.080 Haushalten und 8528 Familien. Von den Einwohnern waren 85,4 Prozent Weiße, 2,0 Prozent Afroamerikaner, 0,1 Prozent amerikanische Ureinwohner, 7,2 Prozent Asiaten und 2,5 Prozent der Einwohner gaben eine andere oder mehrere Abstammungen an. Als Hispanics und Latinos bezeichneten sich knapp 3,0 Prozent der Einwohner. Von den 13.080 Haushalten lebten in 30,3 Prozent Kinder unter 18 Jahren. 23,0 Prozent der Einwohner waren jünger als 18 Jahre, 5,1 Prozent waren zwischen 18 und 24, 34,3 Prozent zwischen 25 und 44, 23,3 Prozent zwischen 45 und 64 und 14,3 Prozent der Einwohner waren älter als 65 Jahre. Das Medianalter lag bei 38 Jahren.
Seit der Volkszählung im Jahr 2000 lag der Bevölkerungsmittelpunkt von Massachusetts jedes Mal innerhalb des Stadtgebietes von Natick.

## Wirtschaft und Infrastruktur

### Verkehr

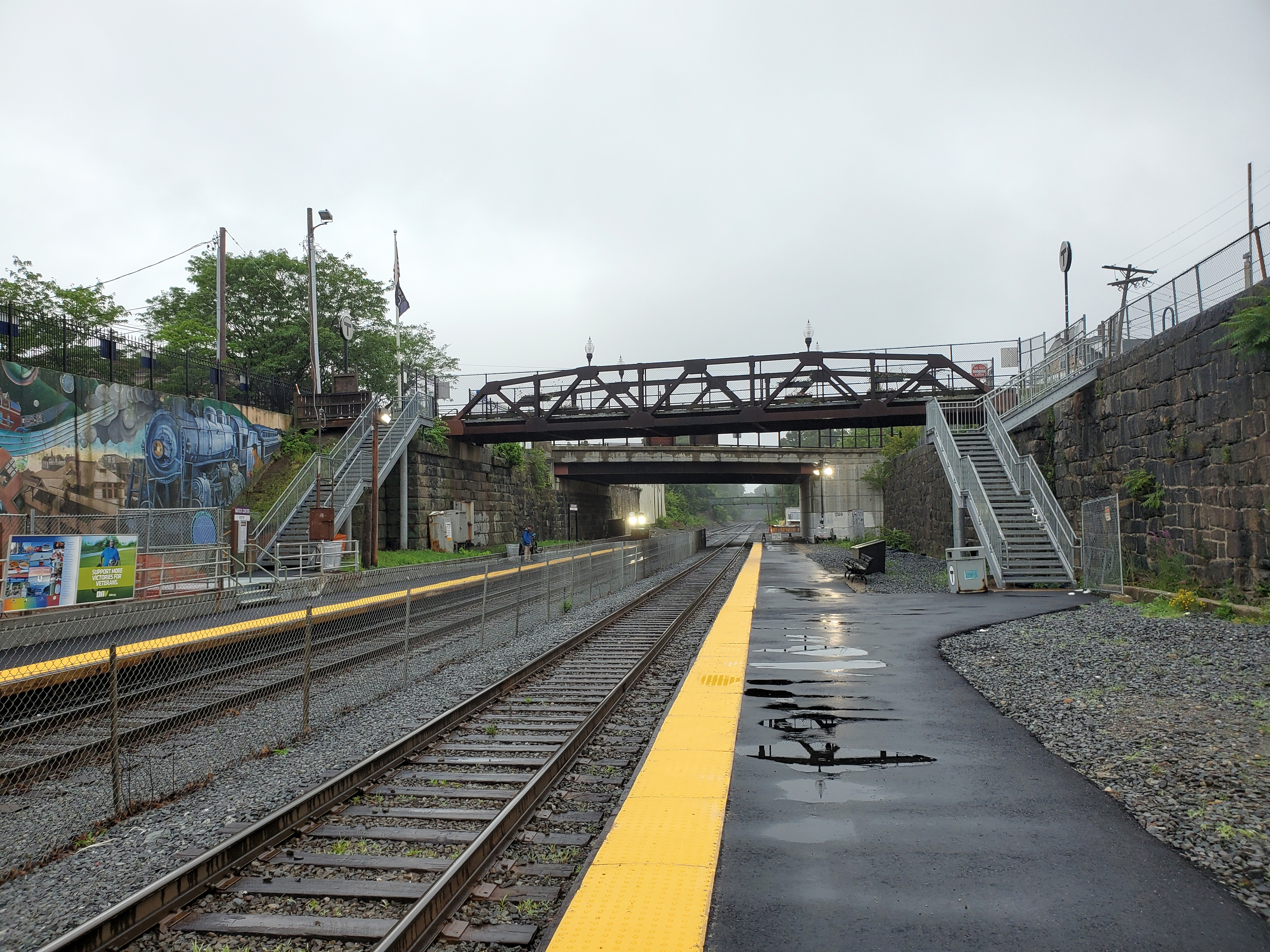
Der Bahnhof Natick Center Station während der Modernisierung im Juli 2021

Natick liegt an der Kreuzung der in West-Ost-Richtung verlaufenden Massachusetts Route 9 zwischen Pittsfield und Boston mit der in Nord-Süd-Richtung verlaufenden Massachusetts Route 27 zwischen Kingston und Chelmsford. Im nördlichen Teil des Stadtgebietes wird Natick mehrfach vom Massachusetts Turnpike (Interstate 90) tangiert, die Anschlussstelle liegt wenige Meter außerhalb des Stadtgebiets in Framingham.
Der Bahnhof Natick Center Station liegt an der Bahnstrecke Boston–Worcester der MBTA Commuter Rail. Er wird seit März 2020 grundlegend umgebaut und soll zu Beginn des Jahres 2024 fertig gestellt sein, des Weiteren ist bis 2030 die Erweiterung der zweigleisigen Strecke auf drei Gleise geplant. In West Natick existiert ein weiterer Bahnhof, der im August 1982 eröffnet wurde. Für den Busverkehr in Natick ist die MetroWest Regional Transit Authority zuständig.

### Wirtschaft
Im Westen des Stadtgebiets auf der Grenze zu Framingham gibt es einen großes Industrie- und Gewerbegebiet. Dort befindet sich mit der 1966 eröffneten und 1994 neu gebauten Natick Mall das mit 214 Geschäften größte Einkaufszentrum des Bundesstaates Massachusetts. Ebenfalls befindet sich in Natick das sogenannte Combat Capabilities Development Command Soldier Center (CCDC Soldier Center), welches als militärisches Forschungszentrum der US-Army maßgeblich an der Entwicklung von neuen Technologien für Soldaten in Krisengebieten arbeitet.
Die Hauptsitze von The MathWorks und Cognex sind in der Stadt angesiedelt.

### Bildung

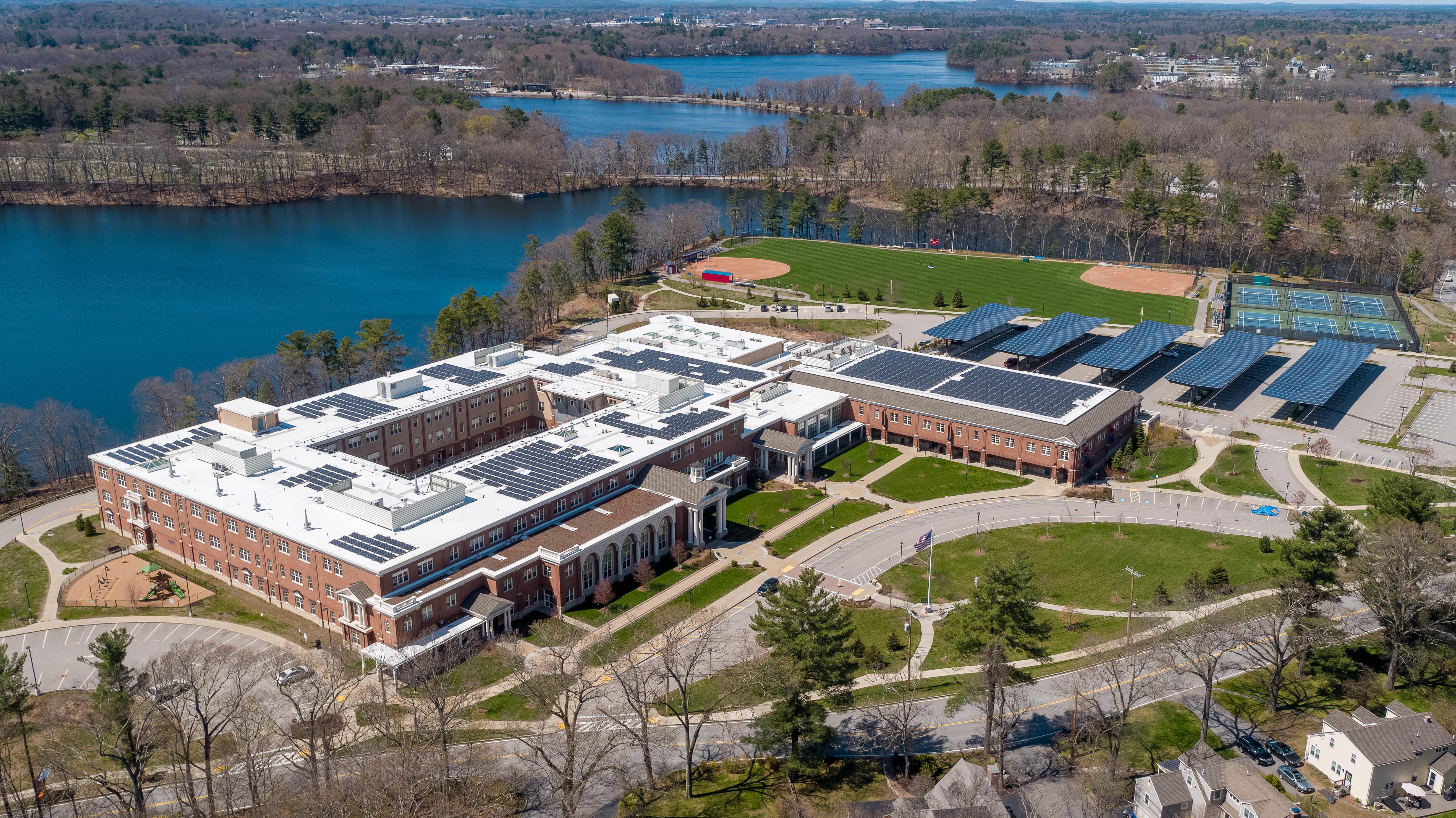
Natick High School (2020)

Die öffentlichen Schulen der Stadt gehören zum Natick Public School District mit etwa 5251 Schülern im Schuljahr 2021/22. Zum Schulbezirk gehören fünf Grundschulen, zwei Mittelschulen und die Natick High School. Die Natick High School wurde 1954 gegründet und erhielt zum Beginn des Schuljahres 2012/13 ein neues Unterrichtsgebäude. Des Weiteren gibt es mehrere Privatschulen in Natick.

## Sport

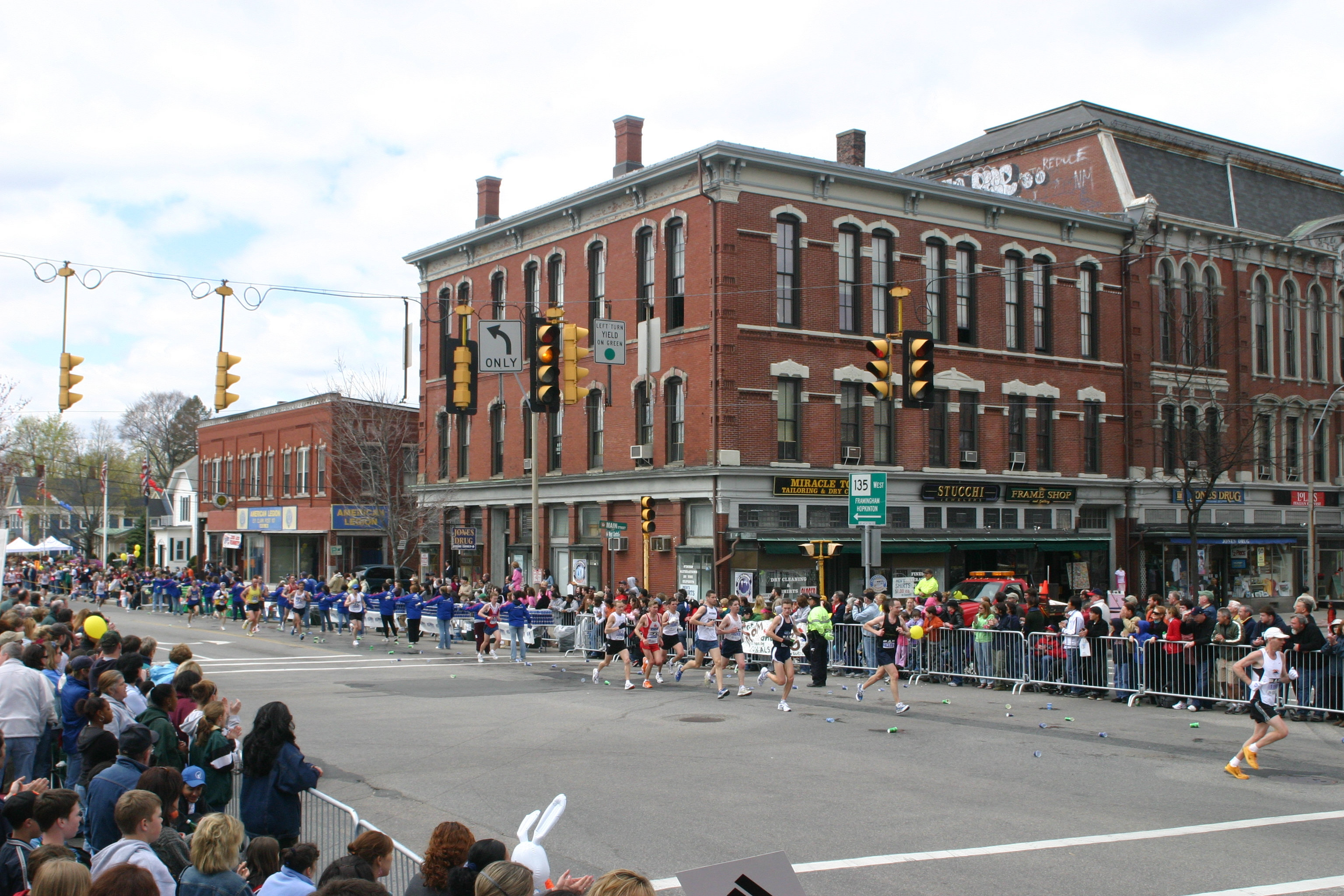
Boston-Marathon in der Innenstadt von Natick (2006)

Vier Meilen des traditionellen Boston-Marathons führen durch Natick.

## Persönlichkeiten

### Söhne und Töchter der Stadt
- Alexander Wheelock Thayer (1817–1897), Beethoven-Biograph
- Pete Smith (* 1940), Baseballspieler
- Tim Taylor (1942–2013), Eishockeyspieler
- Jonathan Richman (* 1951), Rockmusiker
- Al Parker (1952–1992), Filmregisseur
- Phil Schiller (* 1960), Manager
- Kara Wolters (* 1975), Basketballspielerin
- Sara Whalen (* 1976), Fußballspielerin
- Marc Terenzi (* 1978), Popsänger
- Caroline Hallisey (* 1980), Shorttrackerin
- John Carlson (* 1990), Eishockeyspieler

### Personen mit Gemeindebezug
- Gorham Dummer Abbott (1807–1874), Pfarrer, Erzieher und Autor, lebte ab 1870 in Natick
- Henry Wilson (1812–1875), 18. Vizepräsident der Vereinigten Staaten, lebte in Natick
- Alonzo Nute (1826–1892), Politiker, lebte von 1842 bis 1848 in Natick
- Horatio Alger (1832–1899), Groschenroman-Autor, starb in Natick
- Charles Q. Tirrell (1844–1910), Politiker, lebte in Natick
- Jane Boit Patten (1869–1964), Botanikerin, lebte in Natick
- William B. Kannel (1923–2011), Kardiologe und Epidemiologe, starb in Natick
- Richard Evans (1932–2014), Jazz-Bassist, starb in Natick
- Susan Leigh Still-Kilrain (* 1961), Astronautin, wuchs in Natick auf
- Mairav Shamir (* 1988), israelisch-US-amerikanische Fußballspielerin, wuchs in Natick auf
- Dan Golden, Tontechniker, lebt in Natick